# Andrzej Rżany
Andrzej Rżany (Mielec, 15 de abril de 1973) es un deportista polaco que compitió en boxeo.
Ganó una medalla de bronce en el Campeonato Mundial de Boxeo Aficionado de 1999 y una medalla de bronce en el Campeonato Europeo de Boxeo Aficionado de 2004, ambas en el peso mosca.
Participó en tres Juegos Olímpicos de Verano, entre los años 1992 y 2004, ocupando el séptimo lugar en Sídney 2000 y el quinto en Atenas 2004, en el peso mosca.

## Palmarés internacional
| Campeonato Mundial | Campeonato Mundial       | Campeonato Mundial | Campeonato Mundial |
| Año                | Lugar                    | Medalla            | Categoría          |
| ------------------ | ------------------------ | ------------------ | ------------------ |
| 1999               | Houston (Estados Unidos) | Medalla de bronce  | 51 kg              |
| Campeonato Europeo |                          |                    |                    |
| Año                | Lugar                    | Medalla            | Categoría          |
| 2004               | Pula (Croacia)           | Medalla de bronce  | 51 kg              |